# Laconnex
Laconnex ist eine politische Gemeinde des Kantons Genf in der Schweiz.

## Geografie
Die Laconnésiens wohnen zwischen Bernex und Avusy südlich der Rhone.

## Geschichte
Nach der Eingliederung von Laconnex in den Kanton Genf 1816 war Laconnex Teil der Gemeinde Avusy-Laconnex-Soral. 1847 trennte sich Avusy von Laconnex-Soral, ehe Laconnex 1850 eine eigenständige Gemeinde wurde.

## Bevölkerung
| Bevölkerungsentwicklung | Bevölkerungsentwicklung | Bevölkerungsentwicklung | Bevölkerungsentwicklung | Bevölkerungsentwicklung | Bevölkerungsentwicklung | Bevölkerungsentwicklung | Bevölkerungsentwicklung | Bevölkerungsentwicklung | Bevölkerungsentwicklung | Bevölkerungsentwicklung | Bevölkerungsentwicklung |
| ----------------------- | ----------------------- | ----------------------- | ----------------------- | ----------------------- | ----------------------- | ----------------------- | ----------------------- | ----------------------- | ----------------------- | ----------------------- | ----------------------- |
| Jahr                    | 1860                    | 1900                    | 1950                    | 1970                    | 2000                    | 2010                    | 2012                    | 2014                    | 2015                    | 2016                    | 2017                    |
| Einwohner               | 241                     | 247                     | 218                     | 236                     | 540                     | 604                     | 605                     | 627                     | 661                     | 654                     | 655                     |

## Sehenswürdigkeiten
→ Liste der Kulturgüter in Laconnex